# Marie Dumesnil
Marie Françoise Dumesnil, född 2 januari 1713, död 20 februari 1803, var en fransk skådespelare.
Dumesnil spelade tidigt i landsorten och var 1737–1775 anställd vid Théâtre Français, från 1738 som societär. Bland hennes roller märks Medée, Phèdre, Athalie, Mérope, Sémiramis och Cléopâtre. Äkta temperament, fantasi och inspiration utmärkte Dumesnils tragiska konst.